# Tom Seaver
George Thomas "Tom" Seaver ( Fresno, California, 17 de noviembre de 1944-Calistoga, California, 31 de agosto de 2020) fue un jugador de béisbol estadounidense que actuó como lanzador en las Grandes Ligas. Jugó desde la temporada de 1967 hasta la de 1986 con cuatro equipos diferentes de Grandes Ligas, pero fue reconocido por su actuación con los New York Mets. Durante su carrera de veinte temporadas, logró 311 victorias, 3,640 ponches y un PCL de 2.86. En 1992 fue elegido para ingresar al Salón de la Fama con el mayor por ciento de votos de la historia (98.8%), hasta que fue superado por Ken Griffey Jr. en 2016 (99.3%) y Mariano Rivera en 2019(100%).
Seaver fue nombrado el novato del año en 1967, además, ganó tres premios Cy Young de la Liga Nacional. Posee el récord como el lanzador con más victorias de la historia de los Mets y es considerado por muchos especialistas de béisbol como uno de los mejores pitchers abridores de la historia.

## Carrera en Grandes Ligas

### Triunfo en la Serie Mundial
En 1969, los New York Mets|Mets y Seaver, ganaron su primera Serie Mundial. Seaver ganó veinticinco partidos durante la etapa regular (líder de la Liga Nacional) y recibió su primer Cy Young.
Fue el lanzador abridor del primer juego de los Mets en Series Mundiales, pero cayó derrotado ante los Baltimore Orioles por 4-1. Luego, lanzaró en el cuarto partido, apuntándose la victoria al lanzar el juego completo, decidido en 10 innings, para poner a los Mets al borde de su primer campeonato.

### Temporadas de excelencia con los Mets
El 22 de abril de 1970, Seaver implantó un récord para Grandes Ligas al ponchar a los últimos 10 bateadores de los San Diego Padres en la victoria 2-1 de los Mets en el Shea Stadium. Además de los 10 ponches consecutivos, Seaver empató el récord de Steve Carlton para Grandes Ligas de 19 ponches en un partido de nueve innings, durante el cual ponchó a los últimos nueve bateadores de los Padres, para la victoria de los Mets. Los Mets, también habían ganado el partido donde Carlton implantó el récord, cuando superaron a los St. Louis Cardinals 4-3, el 15 de septiembre de 1969. Esta marca fue luego superada por los juegos de 20 ponches de Kerry Wood, Randy Johnson y dos de Roger Clements. Esa temporada, Seaver terminó como líder de la Liga Nacional en promedio de carreras limpias y ponches con balance de 18-12.
La temporada de 1971, fue posiblemente la mejor de Seaver, cuando lideró la liga en promedio de carreras limpias (1.76) y ponches (289 en 286 innings) con un balance de 20 victorias y 10 derrotas. A pesar de estos números, quedó segundo en la votación por el Premio Cy Young, detrás de Ferguson Jenkins de los Chicago Cubs (24 victorias, 325 innings y un control excepcional).
Seaver tuvo otras cuatro temporadas de 20 victorias (20 en 1971, 21 en 1972, 22 en 1975 y 21 en 1977(7 con los Mets y 14 con los Reds)). Ganando otros dos Cy Young (1973 y 1975, ambos con los Mets). Entre 1970 y 1976, Seaver lideró la Liga Nacional en ponches en cinco temporadas, finalizando segundo en 1972 y tercero en 1974; además, Seaver lideró la liga tres veces en PCL durante esta etapa.

### Traspaso a los Reds (1977)
En 1977, Seaver quedaría como agente libre y las negociaciones entre Seaver y los Mets no marcharon bien. Seaver quería incrementar su salario y M. Donald Grant (que contaba con total libertad en la época para manejar a los Mets) se opuso. Como resultado, Seaver fue traspasado a los Reds, a cambio de Pat Zachry, Steve Henderson, Doug Flynn y Dan Norman. Seaver finalizó la temporada de 1977 con 21 victorias (14-3 con Cincinnati), incluida una de 5-1 sobre los Mets en el Shea Stadium. Los Mets, se convirtieron en el peor equipo de la Liga y la asistencia de público cayó notablemente durante 1978, dando como resultado que Grant fuera despedido al final de la temporada.

### Cincinnati Reds
Luego de lanzar 5 juegos de un hit con los Mets (incluidos dos juegos de 0 hit rotos en el noveno inning), Seaver, finalmente lanzó un juego de 0 hit, en la victoria 4-0 de los Reds sobre los St. Louis Cardinals, el 16 de junio de 1978. Este fue el único juego de 0 hit de su carrera. Seaver lanzó para 75-46 durante su etapa con los Cincinnati, lanzando notablemente bien en la temporada de 1979 cuando los Reds ganaron el título divisional.

### Regreso a los Mets
El 16 de diciembre de 1982, Seaver fue traspasado de vuelta a los Mets a cambio de Charlie Puleo, Lloyd McClendon y Jason Felice. El 5 de abril de 1983, empató el récord para Grandes Ligas de Walter Johnson de 14 aperturas en el día inaugural de la serie (Seaver lanzaría en otros dos partidos inaugurales con los Chicago White Sox en 1985 y 1986 para un récord total de 16 aperturas). Esa temporada, Seaver terminó con récord de 9-14.

### 300 victorias
A inicios de 1984, Seaver pasó a los Chicago White Sox, luego de quedar como agente libre. Con los White Sox, Seaver lanzaría dos temporadas y media. El 19 de julio de 1985, logró su última lechada en un partido contra los Indians. En un hecho anómalo, Seaver ganó dos partidos el 9 de mayo de 1984, lanzó el inning 25 y final del partido suspendido el día anterior, ganando como relevista, para luego ganar como abridor el partido previsto para ese día. Esta victoria inesperada posibilitó uno de los momentos más memorables de la carrera de Seaver.
El 4 de agosto de 1985, Seaver logró su victoria número 300, en Nueva York contra los Yankees, lanzando el juego completo. La victoria número 311 y final de Seaver ocurrió el 18 de agosto de 1986 en un partido contra los Minnesota Twins.

### Números finales de su carrera
Cuando se retiró, Seaver era tercero de todos los tiempos en ponches (3,640), solo superado por Nolan Ryan y Steve Carlton. Ningún lanzador ha igualado su marca de 10 bateadores ponchados consecutivamente. Su average de 6.85 ponches por cada nueve innings, es segundo (solo superado por Nolan Ryan) entre todos los integrantes del Salón de la Fama con al menos 300 victorias. El promedio de carreras limpias de Seaver de 2.86, es el tercero de la historia en la era de la bola viva, solo por detrás de Whitey Ford (2.73) y Sandy Koufax (2.76). Seaver, además, mantienen el récord de nueve temporadas consecutivas de 200 ponches (1968-1976). Es segundo en lechadas (61), solo superado por Warren Spahn (63), en la era de la bola viva y su por ciento de ganados y perdidos de .603, es uno de los mayores, entre los pitchers del Salón de la Fama con 300 victorias.

## Reconocimientos
Seaver fue elegido para ingresar en el Salón de la Fama el 7 de enero de 1992, logrando hasta entonces el mayor por ciento de votos de la historia (98.84%), luego de aparecer en 425 de las de las 430 boletas. Nolan Ryan (98.79%, 491 de 497) y Ty Cobb (98.23, 222 de 226) son los que le siguen en esta estadística que lideró Ken Griffey Jr. (99.3% 437 de 440) de 2016 a 2019 cuando Mariano Rivera fue elegido de manera unánime con el 100% de los 425 votos.
En 1999, “The Sporting News” lo ubicó en el puesto 32 de la lista de los 100 mejores jugadores de béisbol de la historia (100 Greatest Baseball Players), siendo el único jugador en haber jugado la mayoría de su carrera con los Mets en aparecer en la lista. Ese año, fue igualmente nominado para el Juego de la Centuria de las Grandes Ligas (Major League Baseball All-Century Team).

## Fallecimiento
Falleció el 31 de agosto de 2020 a causa de complicaciones del COVID-19 con una demencia senil que padecía.